# 경상남도기
경상남도기는 대한민국 경상남도를 상징하는 기이다. 현재 사용되고 있는 기는 1999년 11월 22일에 제정되었다.

## 디자인
하얀색 바탕 가운데에 경상남도의 공식 로고가 그려져 있고 로고 하단에 "경상남도"라는 글자가 쓰여져 있다. 경상남도의 공식 로고는 경상남도의 빼어난 자연 경관, 경상남도민이 갖고 있는 불굴의 기상이 서로 만나는 모습을 통해 태양과 같이 희망찬 미래를 열어나간다는 메시지를 담고 있다. 이 가운데 태양 부분은 하얀색을 띠고 있고 위쪽은 빨간색, 왼쪽은 초록색, 아래쪽은 파란색, 오른쪽은 노란색을 띠고 있다.
경상남도의 공식 로고는 전체적으로 동그라미 모양을 띠고 있는데 이는 태양·산·바다·대지 등을 포함한 경상남도의 자연 경관, 경상남도민이 자연·문화·사회·지식·기술 등에서 갖고 있는 역량이 서로 융합하면서 동서남북 어디서나 경상남도를 고루 발전시켜 나가는 화합의 정신,  21세기 환태평양 시대에 첨단 산업과 문화·관광 산업 간의 조화로운 발전을 통하여 세계 속의 경상남도로 무한히 뻗어 나가는 경상남도의 비전을 뜻한다. 하얀색은 떠오르는 태양처럼 찬란한 빛을 내는 경상남도의 힘찬 모습을 뜻한다. 빨간색은 나라와 지역을 사랑하는 경상남도민의 정열적인 기상을, 초록색은 자연과 산업이 조화를 이루고 있는 경상남도의 환경을, 파란색은 경상남도가 마주하고 있는 깨끗한 낙동강과 남해 청정 해역을, 노란색은 삶의 터전으로서의 풍요로운 경상남도의 대지를 뜻한다.

### 색상
| 색상    | 하양        | 빨강      | 초록        | 파랑        | 노랑       | 검정      |
| ------- | ----------- | --------- | ----------- | ----------- | ---------- | --------- |
| CMYK    | 0–0–0–0     | 0–63–77–5 | 100–0–37–33 | 100–46–0–33 | 0–34–90–2  | 0–0–0–100 |
| RGB     | 255–255–255 | 241–90–56 | 0–172–108   | 0–91–170    | 250–165–25 | 0–0–0     |
| 웹 색상 | #FFFFFF     | #F15A38   | #00AC6C     | #005BAA     | #FAA61A    | #000000   |

## 과거의 기 (1974년 ~ 1999년)

경상남도기 (1974년 ~ 1999년 11월 21일)

1974년부터 1999년 11월 21일까지 사용된 경상남도기의 위쪽에는 ㄱ자 모양을 띤 파란색 무늬가 있고 아래쪽에는 ㄴ자 모양을 띤 노란색 무늬가 있다. ㄱ자는 '경', ㄴ자는 '남'을 뜻한다. 파란색은 하늘처럼 높고 푸른 경상남도민의 이상을, 노란색은 광명과 희망 속에서 풍요로움을 이루는 경상남도의 대지, 발전 과정에서 가장 높은 단결을 뜻한다.
| 색상    | 파랑        | 노랑      |
| ------- | ----------- | --------- |
| CMYK    | 100–57–0–53 | 0–0–100–0 |
| RGB     | 0–52–120    | 255–255–0 |
| 웹 색상 | #003478     | #FFFF00   |

## 같이 보기
- 경상남도의 상징

## 참고자료
- 자치법규정보시스템 - 경상남도기 등에 관한 조례